# Rádio Educadora (Limeira)
A Rádio Educadora de Limeira opera em 1020 kHz na região de Limeira, interior de São Paulo. Fundada em 1939 é uma das emissoras de rádio mais antigas do interior paulista. Está também operando em onda tropical de 2380 kHz na faixa de 120 Metros. Na de 2380 kHz è sintonizada principalmente em sítios, fazendas, cidades ribeirinhas do interior do país, e em até vários países do mundo possuindo assim uma grande quantidade de ouvintes de todas as idades e lugares. 
A Rádio Educadora de Limeira está localizada a Rua Professora Maria Aparecida Martinelli Faveri, 988 (Jardim Elisa Fumagalli).
"A Educadora é a emissora de rádio mais importante de Limeira e uma das mais tradicionais do Brasil. Líder absoluta de audiência e cobertura no segmento na cidade."
O conteúdo da Educadora é distribuído em diversas plataformas:
- Rádio: AM 1020;
- Portal: educadora.am;
- Canal de Vídeos: educadora.tv;
- App para iOs, Android e Windows Phone;
- Facebook: facebook.com/EducadoraAm.

"A Educadora é parceira da Gazeta de Limeira na produção e transmissão de conteúdo jornalístico. As notícias de Limeira e a cobertura esportiva da Internacional, do Independente, do Esporte Amador e outras modalidades são destaque no Programa Painel Esportivo e nas transmissões "ao vivo"." Além disso, integra a Rede Transamérica, transmitindo  para a região o seu conteúdo esportivo, cobrindo os alguns campeonatos de futebol: Campeonato Paulista, Brasileirão, Libertadores da América e Copa Sul-Americana.